# گیگی رایس
گیگی رایس (انگلیسی: Gigi Rice؛ زادهٔ ۱۳ مارس ۱۹۶۵) یک هنرپیشه اهل ایالات متحده آمریکا است. وی از سال ۱۹۸۹ میلادی تاکنون مشغول فعالیت بوده‌است.
از فیلم‌ها یا برنامه‌های تلویزیونی که وی در آن نقش داشته است می‌توان به مرد اشاره کرد.